# فرهاد (پسر فرهاد چهارم)
فرهاد (پارتی: 𐭐𐭓𐭇𐭕) یک شاهزاده اشکانی و بزرگ‌ترین پسر فرهاد چهارم (حک. ۳۷–۲ پ.م.) بود.
شهبانو موزا در سال ۱۰ یا ۹ در تلاش برای حفظ تاج‌وتخت برای پسرش فرهادک، همسرش فرهاد چهارم را متقاعد کرد که چهار پسر بزرگ‌ترش (بهنام، فرهاد، سراسپادان و روداسپ) را به روم بفرستد تا بر سر جانشینی‌اش درگیری پیش نیاید. آگوستوس امپراتور روم از این به عنوان تبلیغات سیاسی که تسلیم ایران به روم را به تصویر می‌کشید، استفاده کرد و در اعمال آگوستوس الهی از آن به عنوان یک موفقیت بزرگ یاد کرد. فرهاد در طول اقامت خود در رم، نگهدارنده یک معبد در نمی بود که وقف ایزیس شده بود. فرهاد در سال ۳۵ میلادی تلاش کرد که تاج‌وتخت را از اردوان سوم بستاند اما اما اندکی پس از رسیدن به متصرفات، در اثر بیماری درگذشت.